# Chrysoperla plorabunda
Chrysoperla plorabunda är en insektsart som först beskrevs av Fitch 1855.  Chrysoperla plorabunda ingår i släktet Chrysoperla och familjen guldögonsländor. Inga underarter finns listade i Catalogue of Life.